# 管花海桐
管花海桐（学名：Pittosporum tubiflorum）为海桐花科海桐花属下的一个种。

## 扩展阅读
- 維基物種上的相關：管花海桐